# Cirkel van Apollonius

Een cirkel van Apollonius

Een cirkel van Apollonius is de meetkundige plaats van punten {\displaystyle P} in het vlak bij gegeven punten {\displaystyle A} en {\displaystyle B} zodat {\displaystyle AP} en {\displaystyle BP} een vaste verhouding hebben, ofwel voor vaste {\displaystyle k}
{\displaystyle {\frac {AP}{BP}}=k}
Deze alternatieve beschrijving voor een cirkel is genoemd naar de Griekse astronoom en meetkundige Apollonius van Perga.

## Cartesische coördinaten
Nemen we {\displaystyle A} in de oorsprong van een cartesisch assenstelsel en {\displaystyle B} in {\displaystyle (d,0)}, dan volgt dat
{\displaystyle {\frac {\sqrt {x^{2}+y^{2}}}{\sqrt {(x-d)^{2}+y^{2}}}}=k},
hetgeen te vereenvoudigen is tot
{\displaystyle x^{2}+y^{2}=k^{2}(x-d)^{2}+k^{2}y^{2}},
en vervolgens te herschrijven is tot
{\displaystyle x^{2}+y^{2}-{\frac {2k^{2}d}{k^{2}-1}}x+{\frac {k^{2}d^{2}}{k^{2}-1}}=0},
{\displaystyle \left(x-{\frac {k^{2}d}{k^{2}-1}}\right)^{2}+y^{2}={\frac {k^{2}d^{2}}{(k^{2}-1)^{2}}}}
Het middelpunt van de cirkel heeft dus coördinaten {\displaystyle \left({\frac {k^{2}d}{k^{2}-1}},0\right),} en de cirkel heeft straal {\displaystyle {\frac {kd}{k^{2}-1}}.}

## Eigenschappen
- Voor {\displaystyle k=1} is de cirkel ontaard tot de middelloodlijn van {\displaystyle AB.}
- Zijn {\displaystyle C} en {\displaystyle D} de snijpunten van de cirkel met de lijn {\displaystyle AB,} dan geldt voor ieder ander punt {\displaystyle P} van de cirkel dat {\displaystyle PC} en {\displaystyle PD} de bissectrices van driehoek {\displaystyle ABP} zijn.

## In een driehoek
In een driehoek worden, vanwege de tweede genoemde eigenschap, de cirkels door een hoekpunt en door de snijpunten van de bissectrices door dat hoekpunt met de overstaande zijde de cirkels van Apollonius van die driehoek genoemd. Zij snijden elkaar in de isodynamische punten. De middelpunten van deze cirkels liggen op de trilineaire poollijn van het punt van Lemoine. Elk van deze cirkels staat loodrecht op de omgeschreven cirkel.